# Meioneta fusca
Meioneta fusca là một loài nhện trong họ Linyphiidae.
Loài này thuộc chi Meioneta. Meioneta fusca được Alfred Frank Millidge miêu tả năm 1991.